# Busbahnhof Kaunas

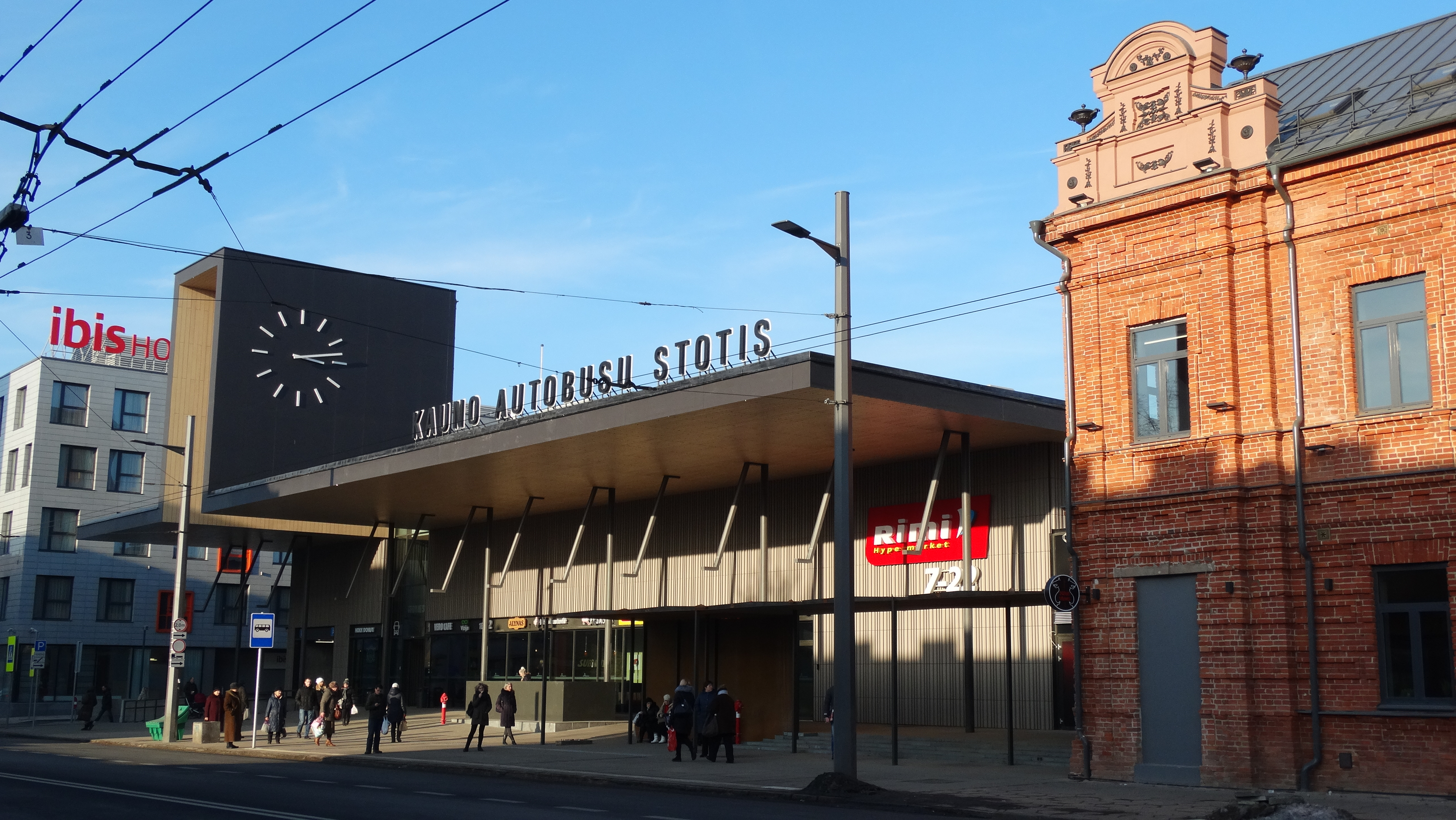
Busbahnhof Kaunas (seit 2017)

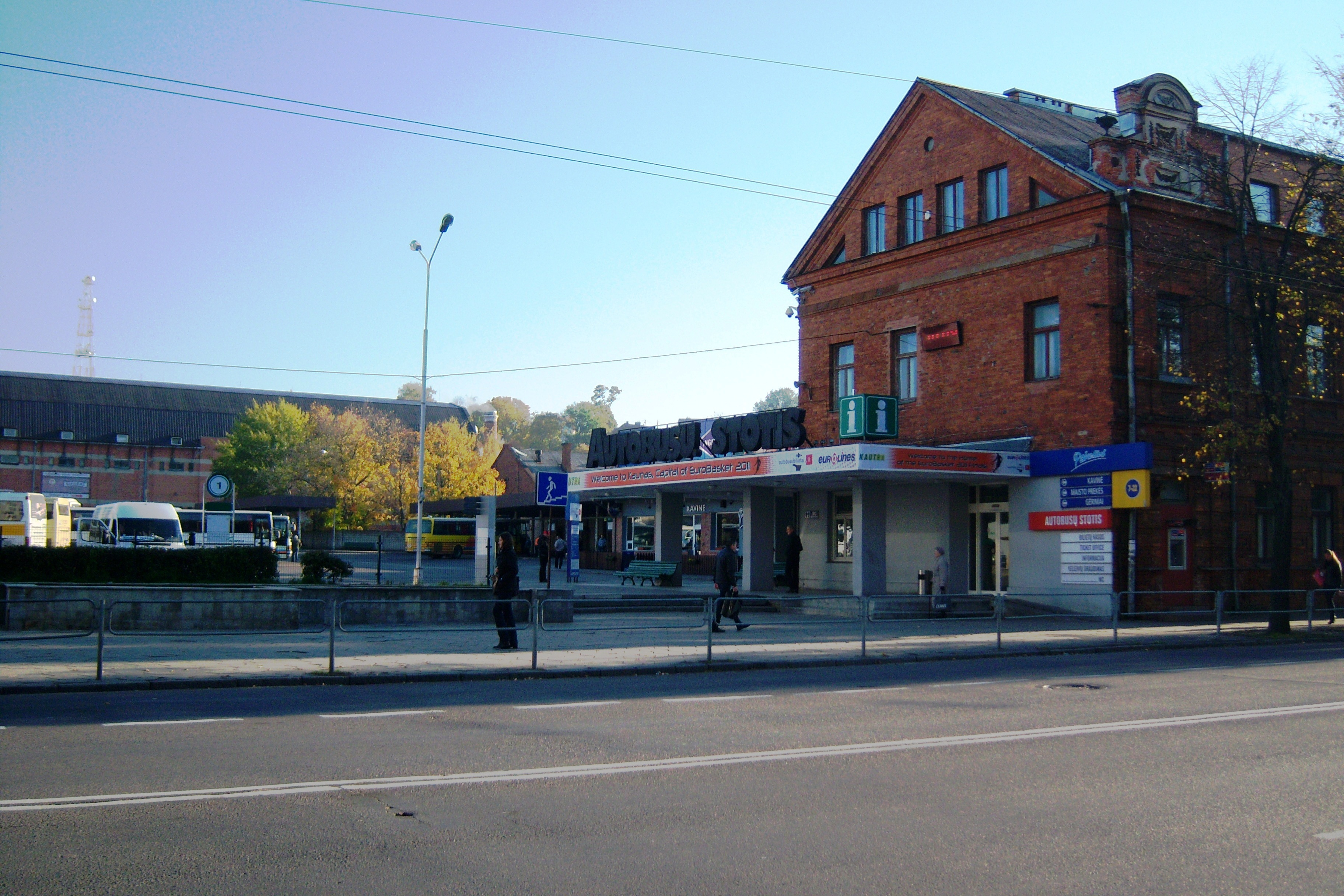
Alter Busbahnhof Kaunas

Der Busbahnhof Kaunas (lit. Kauno autobusų stotis) ist der erste Busbahnhof in Litauen, in der zweitgrößten Stadt Kaunas. Er gehört dem Unternehmen (Uždaroji akcinė bendrovė) „Kautra“. Der Bahnhof befindet sich unweit vom Bahnhof Kaunas.

## Geschichte
In der zweiten Hälfte des 19. Jahrhunderts wurden Passagiere in Kaunas mit der Pferdebahn transportiert, ab 1919 gab es die Schmalspurbahn und später Stadtbusse. Der erste Busbahnhof wurde in der Altstadt Kaunas in der schmalen und engen Dionizas-Poška-Straße 1928 gegründet. Bald beschloss man den Bau eines größeren und geräumigeren Bahnhofs. Zunächst betreute die Kommune die Bushaltestelle; ab 1935 übernahm die Verkehrsleitung am Verkehrsministerium Litauens diese Funktion und baute den Busbahnhof in Kaunas im Vytautas-Prospekt. Am 1. August 1936 wurde dieser moderne Busbahnhof eröffnet. Es gab zu jener Zeit zwei Bahnsteige. An jedem Bahnsteig konnten zwölf Busse halten.
1937 hatte die Kaunas-Bus-Flotte 44 PKW. 1938 baute man eine Garage und die Werkstatt in Šančiai.
1939 hatte man 70 Busse, meistens deutsche Mercedes-Benz. 1939 beförderte man 35,5 Millionen Passagiere.